# Гальшка Осмульська
Га́льшка Осму́льська (пол. Halszka Osmólska) (*15 вересня 1930, Познань — †31 березня 2008) — польська палеонтологиня, професорка, спеціалістка у дослідженнях монгольських динозаврів та викопних крокодилів.
Вивчення біології розпочала у Відділенні Біології та Наук про Землю Познаньського Університету (тепер Університет ім. Адама Міцкевича) в 1949, у 1952 перенеслася на біологію Варшавського Університету, який закінчила 1955 року. Там у 1962 вона захистила ступінь доктора. Від 1955 працювала у Варшавському Інституті Палеобіології Польської Академії Наук (до 1990 під назвою Заклад Палеобіології ПАН пол. Zakład Paleobiologii PAN). Протягом 1983—1988 була його директоркою.
На початку своєї кар'єри досліджувала трилобітів верхнього Девону і нижнього Карбону з району Свєнтокшиських гір (Góry Świętokrzyskie), а також з інших районів Європи та Азії. Протагом 1965—1970 рр. була учасником серії мандрівок Польсько-монгольської Палеонтологічної Експедиції, які у пустелі Гобі відкрили ряд нових видів динозаврів і ссавців з Крейдового періоду. Досліджуючи монгольські знахідки, встановила ряд нових видів динозаврів. До найважливіших її досягнень належить вияснення ряду проблем будови та таксономії качкодзбобих динозаврів та овірапторів, відкриття перших азійських товстоголових динозаврів і перших крейдових крокодилів. Більшість її праць про монгольських динозаврів виконані спільно з Терезою Маріянською (Teresa Maryańska).
Протягом 1975—1992 років була редактором журналу «Acta Palaeontologica Polonica».
На честь Г. Осмульської дано видову назву овіраптору Citipati osmolskae, дромеозавриду Velociraptor osmolskae, пискусі Prolagus osmolskae та родову назву архозавроподібному плазунові Osmolskina czatkowicensis.
Була співредакторкою та авторкою деяких розділів в обидвох виданнях книги про динозаврів «The Dinosauria», яка є однією з найчастіше цитованих праць зі своєї галузі.

## Вибрані публікації
- H. Osmólska and E. Roniewicz (1970). Deinocheiridae, a new family of theropod dinosaurs. Palaeontologica Polonica 21:5-19.
- H. Osmólska, E. Roniewicz, and R. Barsbold (1972). A new dinosaur, Gallimimus bullatus n. gen., n. sp. (Ornithomimidae) from the Upper Cretaceous of Mongolia. Palaeontologia Polonica 27:103-143.
- H. Osmólska (1972). Preliminary note on a crocodilian from the Upper Cretaceous of Mongolia. Palaeontologia Polonica 27:43-47.
- T. Maryańska and H. Osmólska (1974). Pachycephalosauria, a new suborder of ornithischian dinosaurs. Palaeontologia Polonica 30:45-102.
- T. Maryańska and H. Osmólska (1975). Protoceratopsidae (Dinosauria) of Asia. Palaeontologica Polonica 33:133-181.
- H. Osmólska (1976). New light on the skull anatomy and systematic position of Oviraptor. Nature 262:683-684.
- H. Osmólska (1981). Coossified tarsometatarsi in theropod dinosaurs and their bearing on the problem of bird origins. Palaeontologica Polonica 42:79-95.
- T. Maryańska and H. Osmólska (1981). First lambeosaurine dinosaur from the Nemegt Formation, Upper Cretaceous, Mongolia. Acta Palaeontologica Polonica 26(3-1):243-255.
- T. Maryańska and H. Osmólska (1981). Cranial anatomy of Saurolophus angustirostris with comments on the Asian Hadrosauridae (Dinosauria). Palaeontologia Polonica 42:5-24.
- H. Osmólska (1982). Hulsanpes perlei n.g. n.sp. (Deinonychosauria, Saurischia, Dinosauria) from the Upper Cretaceous Barun Goyot Formation of Mongolia. Neues Jahrbuch für Geologie und Paläontologie Monatshefte 1982(7):440-448.
- A. Perle, T. Maryańska, and H. Osmólska (1982). Goyocephale lattimorei gen. et sp. n., a new flat-headed pachycephalosaur (Ornithischia, Dinosauria) from the Upper Cretaceous of Mongolia. Acta Palaeontologica Polonica 27(1-4):115-127.
- T. Maryańska and H. Osmólska (1984). Postcranial anatomy of Saurolophus angustirostris with comments on other hadrosaurs. Palaeontologia Polonica 46:119-141.
- T. Maryańska and H. Osmólska (1985). On ornithischian phylogeny. Acta Palaeontologica Polonica 30(3-4):137-149.
- H. Osmólska (1987). Borogovia gracilicrus gen. et sp. n., a new troodontid dinosaur from the Late Cretaceous of Mongolia. Acta Palaeontologica Polonica 32(1-2):133-150.
- R. Barsbold, H. Osmólska, and S.M. Kurzanov (1987). On a new troodontid (Dinosauria, Theropoda) from the Early Cretaceous of Mongolia. Acta Palaeontologica Polonica 32(1-2):121-132.
- S. M. Kurzanov and H. Osmólska (1991). Tochisaurus nemegtensis gen. et sp. n., a new troodontid dinosaur (Dinosauria, Theropoda) from Mongolia. Acta Palaeontologica Polonica 36(1):69-76.
- H. Osmólska (1996). An unusual theropod dinosaur from the Late Cretaceous Nemegt Formation of Mongolia. Acta Palaeontologica Polonica 41(1):1-38.
- R. Barsbold and H. Osmólska (1999). The skull of Velociraptor (Theropoda) from the Late Cretaceous of Mongolia. Acta Palaeontologica Polonica 44(2):189-219.
- R. Barsbold, H. Osmólska, M. Watabe, P.J. Currie, and K. Tsogtbaatar (2000). A new oviraptorosaur (Dinosauria, Theropoda) from Mongolia: the first dinosaur with a pygostyle. Acta Palaeontologica Polonica 45(2):97-106.
- T. Maryańska, H. Osmólska, and M. Wolsan (2002). Avialan status for Oviraptorosauria. Acta Palaeontologica Polonica 47(1):97-116.
- H. Osmólska, P.J. Currie, and R. Barsbold (2004). Oviraptorosauria. In: D.B. Weishampel, P. Dodson, and H. Osmólska (eds.), The Dinosauria (second edition). University of California Press, Berkeley 165—183.